# Gälltofta
Gälltofta är en by i Rinkaby socken i  Kristianstads kommun i Skåne län, belägen två kilometer öster om Rinkaby.

## Historia
Äldre stavningar har varit Giellthoffte (1600-talet) och senare Jälltofta.
Det berättas i Karlskrönikan om hur byn 1452 brändes ned när den svenske kungen Karl Knutsson ryckte in i Skåne. Under Baltutlämningen i oktober 1945 till januari 1946 användes byn som interneringsläger. 1974 redovisades en arkeologisk utredning, där man fann boplatslämningar från yngre förromersk järnålder - äldre romersk järnålder.
Gälltofta omnämndes i Kungl. Maj:ts proposition, given Stockholms slott den 26 februari 1971, angående vissa organisations- och anslagsfrågor m.m. rörande försvaret:
| ” | "Chefen för armén har i samråd med fortifikationsförvaltningen lagt fram förslag om markanskaffning för att utvidga Rinkaby skjutfält till pansarövningsfält för P 6 i Kristianstad. Vidare: Av det föreslagna utvidgningsområdet utgör cirka 700 ha åker och äng samt cirka 230 ha skogsmark och övrig mark. Det berör ett 15-tal jordbruksenheter samt lika många bostads- och fritidshus. Inom området är cirka 100 personer fast bosatta, inom södra delen av området ligger Gälltofta by med ett tiotal bostadsfastigheter och cirka 20 fast bosatta personer. Chefen för armén räknar med att byn kan ligga kvar och bebos som f n utan att det allvarligt försvårar övningarnas genomförande." | „ |